# Parafia Świętych Apostołów Piotra i Pawła w Iwiu
Parafia Świętych Apostołów Piotra i Pawła w Iwiu – rzymskokatolicka parafia znajdująca się w diecezji grodzieńskiej, w dekanacie Iwie, na Białorusi.
Do parafii należą kaplice Matki Bożej Miłosierdzia w Urciszkach oraz w Galiwszczyznie.

## Historia
Kościół w Iwiu powstał ok. 1495. Ufundował go marszałek wielki litewski i wojewoda trocki Piotr Janowicz Montygerdowicz pod wezwaniem Świętych Apostołów Piotra i Pawła. Świątynię powierzono wówczas franciszkanom. W II połowie XVI w. kościół oddano arianom, a później kalwinom. Powrócił do katolików w 1606 (lub wcześniej) za sprawą właściciela miasteczka, wojewody witebskiego Stanisława Kiszki. Jego syn, wojewoda mścisławski Mikołaj Kiszka 10 stycznia 1633 ustanowił przy kościele fundację klasztoru bernardynów w Iwiu. Przy klasztorze funkcjonowały szpital, szkoła i duża biblioteka. Klasztor istniał do 1857.
Po zamknięciu klasztoru parafia i kościół przeszły pod zarząd duchowieństwa diecezjalnego. W XIX w. parafia posiadała filię w Dudach (obecnie osobna parafia) oraz kaplice w Jatowtowiczach i na cmentarzu (św. Barbary). W 1882 liczyła 7646 wiernych.
W XIX w. i w latach międzywojennych parafia leżała w archidiecezji wileńskiej, w dekanacie Wiszniew. Przed II wojną światową liczyła ponad 10600 wiernych. Posiadała wówczas kaplice w Urciszkach i na cmentarzu. Od 1930 proboszczem w Iwiu i dziekanem wiszniewskim był ks. Ildefons Bobicz. Podczas II wojny światowej był represjonowany najpierw przez sowietów, później przez Niemców, którzy aresztowali go w 1942 podczas akcji zatrzymań polskiej inteligencji. Zwolniony prawdopodobnie na początku 1943 i być może więziony jeszcze w późniejszym okresie. Nie odzyskawszy po uwięzieniu zdrowia, zmarł w 1944.
W okresie sowieckim parafia nieprzerwanie funkcjonowała.

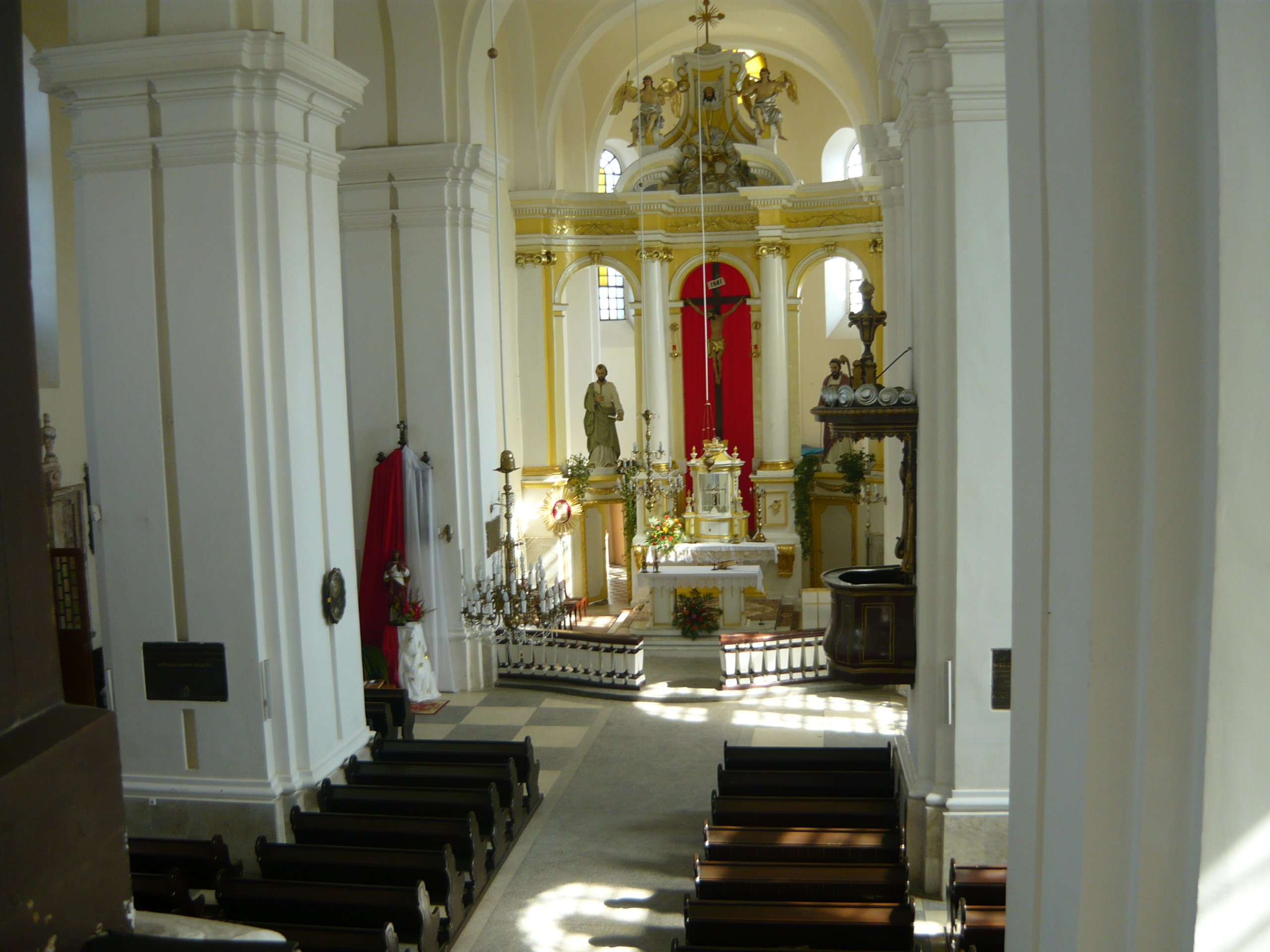
wnętrze kościoła
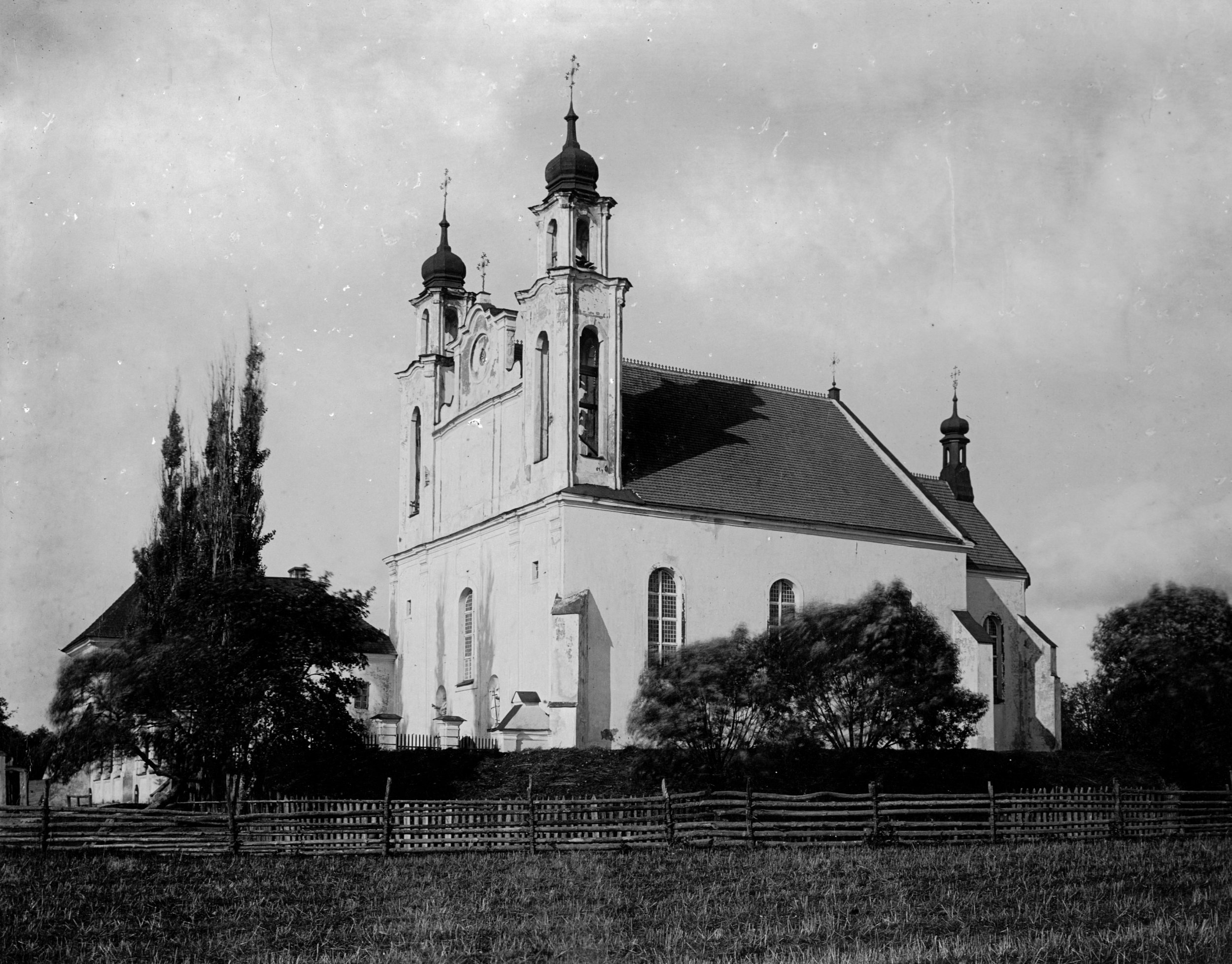
kościół w 1900